# Fronteira Gabão–Guiné Equatorial
A fronteira entre a Guiné Equatorial e o Gabão é composta por um linha quase totalmente retilínea que se estende sobre o paralelo 1 N, ao sul da Guiné Equatorial, desde o Golfo da Guiné (Oceano Atlântico) até o meridiano 11 E. Desse ponto a fronteira continua sobre uma linha retilínea sobre o meridiano 11 E, até à tríplice fronteira Camarões-Gabão-Guiné Equatorial no nordeste da Guiné Equatorial, num total de 350 km.

## Disputas territoriais
A fronteira oriental da Guiné Equatorial foi estabelecida por uma convenção franco-espanhola (Convention franco-espagnole de 1900) assinada em junho de 1900. Há tensões entre o Gabão e a Guiné Equatorial pela possessão das ilhas Mbañe, Conga e Cocoteros, situadas na Baía de Corisco. As águas associadas a estas ilhas são ricas em hidrocarbonetos. Um mediador internacional foi nomeado em setembro de 2008 pelo secretário-geral Ban Ki-Moon, para abordar este conflito. Em novembro de 2016, ambas as partes firmaram um acordo que estabelece que a disputa irá para a Corte Internacional de Justiça de Haia.